# Place du Général-Patton
La place du Général-Patton est une voie située dans le quartier de Chaillot du 16e arrondissement de Paris.

## Situation et accès
La place du Général-Patton est accessible par le trottoir de l'avenue de la Grande-Armée, du côté des numéros pairs. Elle donne sur trois rues du 16e arrondissement, la rue Pergolèse, la rue Duret et la rue Le Sueur, qui sont disposées en étoile par rapport à elle. 
La place est desservie par la ligne 1 à la station Argentine.

## Origine du nom

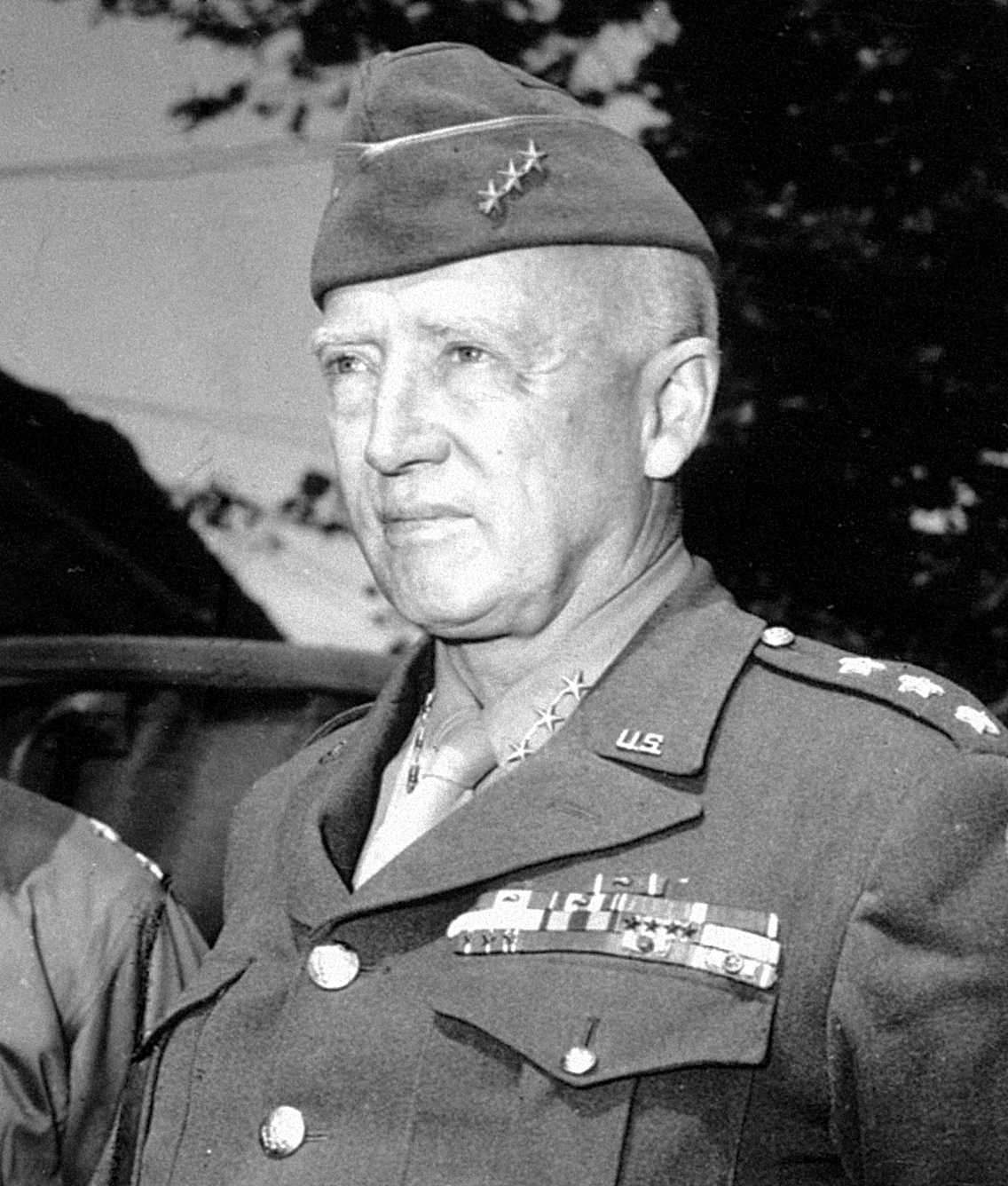
George Patton.

Elle porte le nom du général américain George Patton (1885-1945).

## Historique
La place est créée sur l'emprise des voies qui la bordent et prend sa dénomination actuelle le 9 septembre 1980.